# Gresenhorst
Gresenhorst ist ein Ortsteil der Stadt Marlow im Landkreis Vorpommern-Rügen in Mecklenburg-Vorpommern.
Der Ort liegt westlich des Hauptortes Marlow im südwestlichen Bereich des Stadtgebietes an der Kreuzung von Landesstraße L 191 und  L 182. Südöstlich erstreckt sich das 75 ha große Naturschutzgebiet Großes Moor bei Dänschenburg.

## Baudenkmale

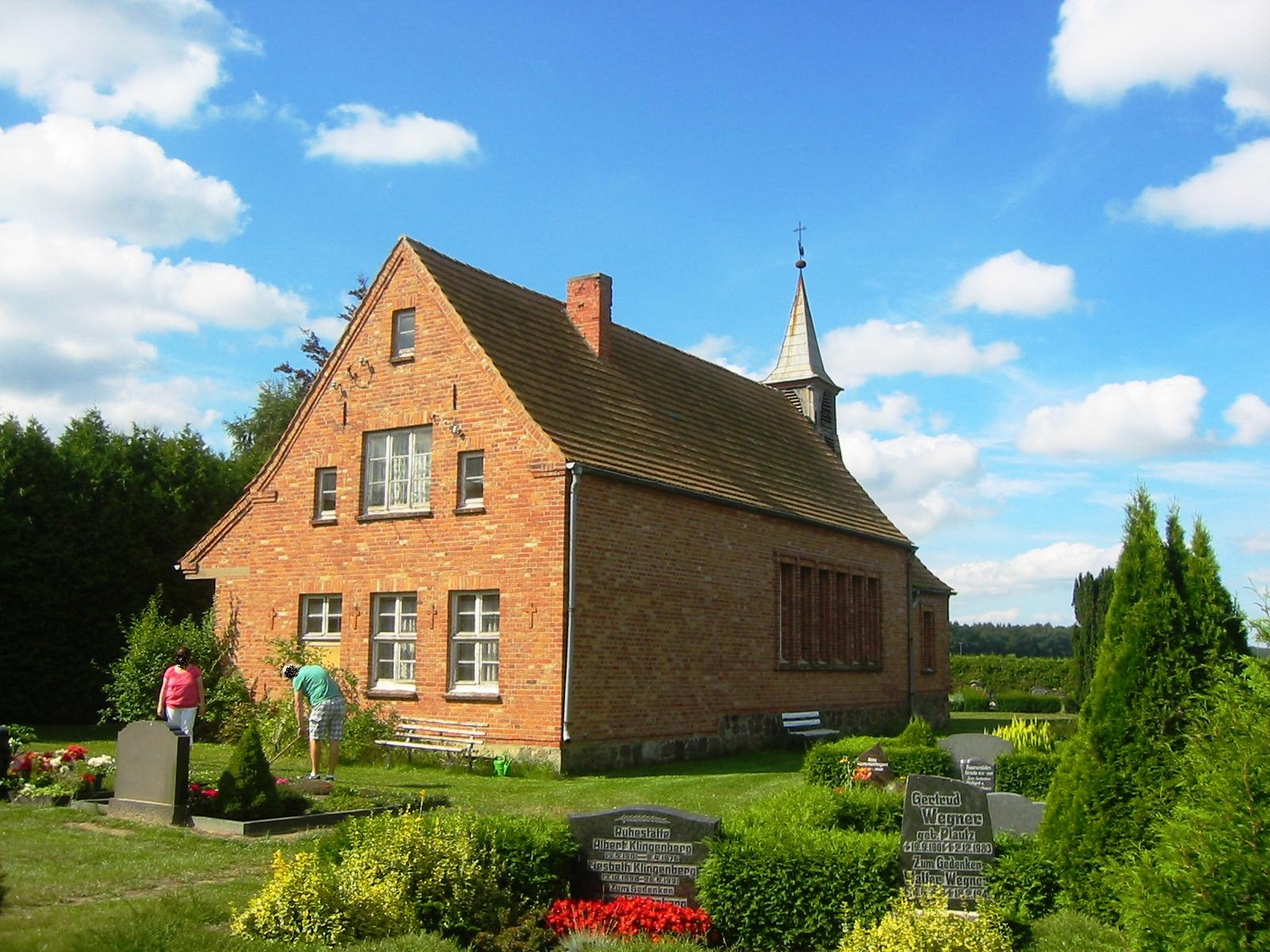
Dorfkirche Gresenhorst

In der Liste der Baudenkmale in Marlow sind für Gresenhorst vier Baudenkmale aufgeführt, darunter die 1954 erbaute und 2006 profanierte Gresenhorster Kirche.